# Popcorn (powieść)
Popcorn – powieść brytyjskiego pisarza Bena Eltona z 1996 roku. Łączy w sobie tematy z wielu amerykańskich filmów z połowy lat 90. XX wieku, zwłaszcza Natural Born Killers autorstwa Olivera Stone’a i Pulp Fiction oraz Wściekłe psy Quentina Tarantino.

## Fabuła
Akcja książki rozgrywa się w Los Angeles, w niedalekiej przyszłości. Książka przedstawia różnice pomiędzy różnymi grupami społecznymi w Ameryce, od bogatych osób, takich jak Bruce Delamitri po biednych jak Wayne i Scout.
Główny Bohater utworu, Bruce Delamitiri, jest artystą, pracującym w przemyśle filmowym. Wielu ludzi w USA uważa, że dzięki jego filmom zabijanie może być widowiskowe. Wiele osób sugeruje, że swymi filmami zachęca widza do zabijania dla zabawy. Bruce broni się, mówiąc, że nie uważa, aby zachęcał do czegokolwiek. Twierdzi, że zawsze istniała przemoc, ale ludzie nie są jak roboty i widząc coś na ekranie, niekoniecznie sami chcą robić to samo. Twierdzi również, że on po prostu pokazuje istniejącą przemoc.
Niestety dla Bruce’a Wayne i Scout (para znanych w mediach psychopatów), opracowała plan porwania go, chcąc publicznie ogłosić, że za ich zbrodnie odpowiedzialne są filmy Bruce’a Delamitri. Robią tak, ponieważ chcą uniknąć kary śmierci. Wayne wygłasza długą mowę, podając przykłady, jak w Ameryce jest możliwe aby być jednocześnie winnym i niewinnym.

## Konstrukcja utworu i motywy
Narrację prowadzi wszechwiedzący narrator, co pozwala czytelnikowi na perspektywę w wielu sytuacjach i emocjach głównych bohaterów.
Popcorn porusza temat odpowiedzialności za własne czyny oraz mechanizmu przerzucania odpowiedzialności na innych, których można obarczyć własnymi błędami. Słowo „odpowiedzialność” jest często używane w całej powieści, zarówno w tekście narracji jak i w dialogach.

## Postacie
- Bruce Delamitri – główny bohater, arogancki filmowiec
- Wayne – brutalny i sadystyczny zabójca
- Scout – kochanka i wspólnik Wayne’a
- Brooke Daniels – obłąkany modelka i początkująca aktorka
- Velvet Delamitri – córka Bruce’a
- Farrah Delamitri – żona Bruce’a
- Karl Brezner – producent Bruce’a
- Kirstin – członek ekipy telewizyjnej
- Bill – członek ekipy telewizyjnej

## Nagrody i wyróżnienia
Powieść Popcorn została w 1996 r. wyróżniona nagrodą Złoty Sztylet, przyznawaną przez Crime Writers' Association.